# Margel Hinder

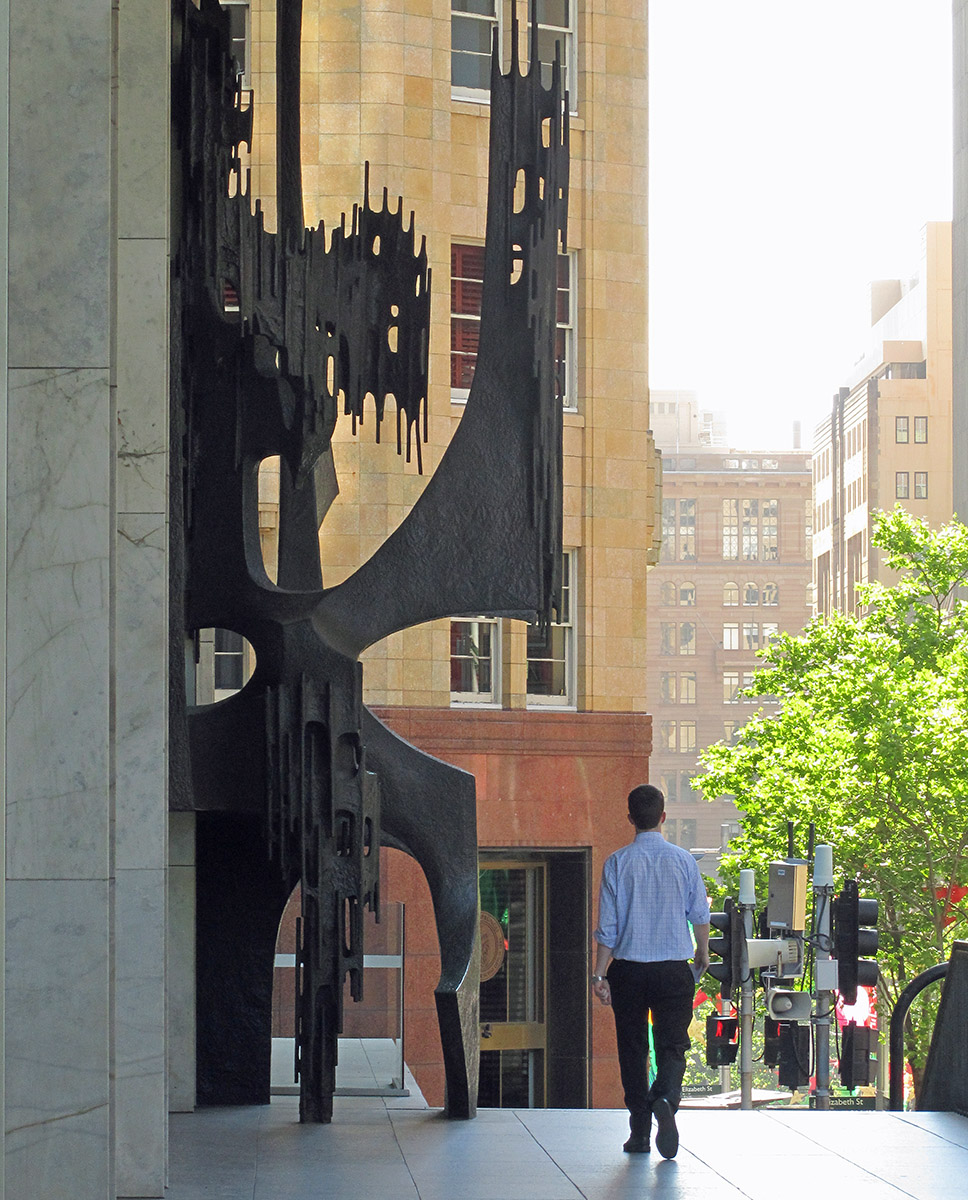
Abstracte sculptuur (1964), Sydney

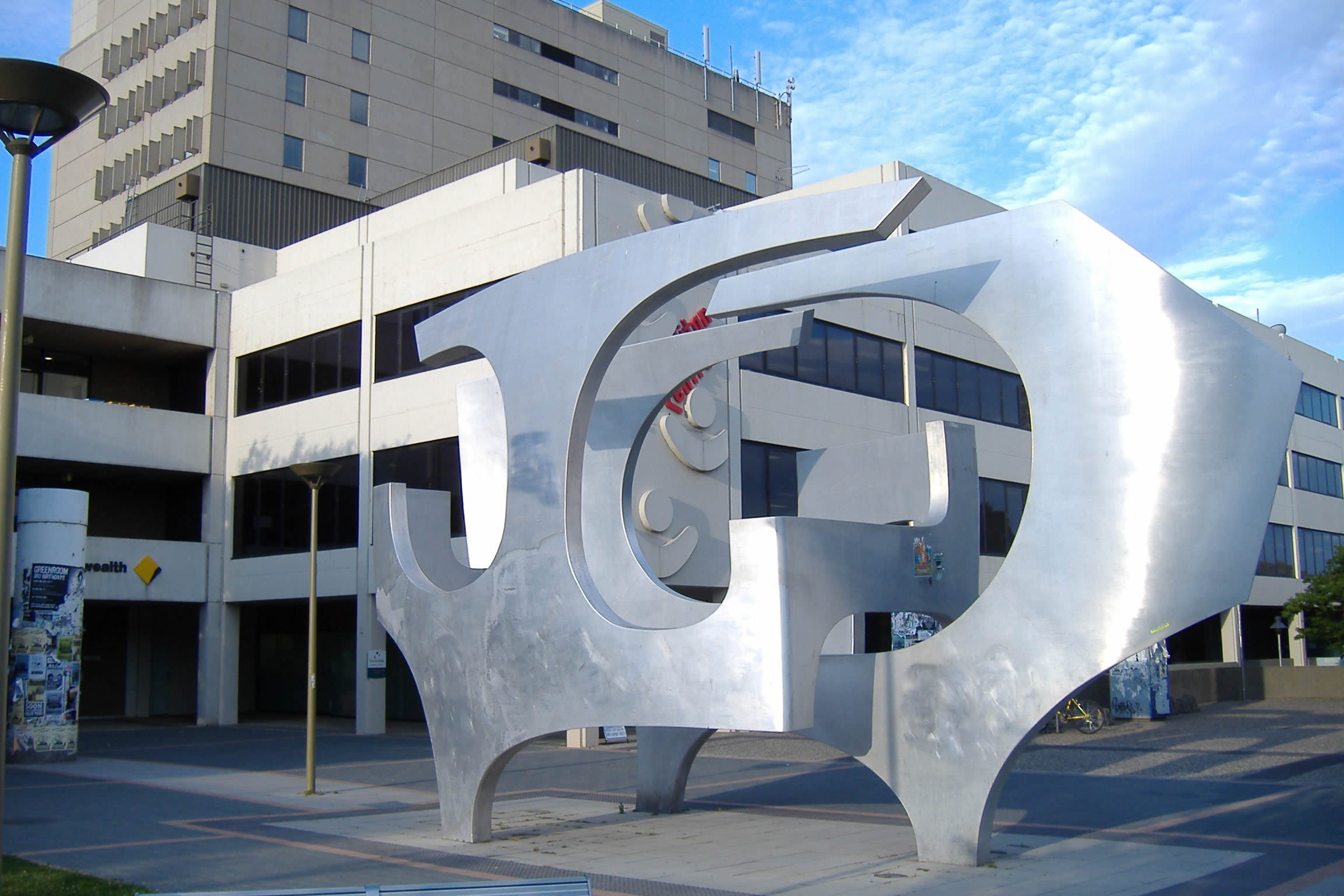
Sculptural Form (1972), Canberra

Margel Hinder (New York, 4 januari 1906 – Sydney, 1995) was een Amerikaans-Australische beeldhouwer.

## Leven en werk
Margel Ina Harris werd geboren in Brooklyn als dochter van in kunst geïnteresseerde ouders. Al op haar vijfde jaar, na de verhuizing naar Buffalo, wilde zij beeldhouwer worden en woonde daartoe klassen bij aan de Albright Gallery in Buffalo.
In 1925 startte zij haar kunstopleiding aan de Buffalo Fine Arts Academy en van 1926 tot 1929 aan de School of Fine Arts in Boston. Zij volgde een zomercursus aan de Moriah Summer School, waar zij in 1929 de Australische schilder en beeldhouwer Frank Hinder ontmoette, die al sinds 1927 in de Verenigde Staten zijn opleiding kreeg. Zij traden in 1930 in het huwelijk, maakten in 1934 nog een reis naar Taos in de Amerikaanse staat New Mexico, waar Margel Hinder kennis maakte met de cultuur van de Pueblos van Taos, en emigreerden datzelfde jaar naar Australië.
Haar eerste werken waren houten beelden, eenvoudig van vorm en beïnvloed door het werk van Constantin Brâncuşi en Aristide Maillol. Tot 1952 liet zij zich in haar werk inspireren door onderwerpen uit haar directe omgeving: de familie en vogels, zoals Currawongs uit 1946. Zij werkte samen met de beeldhouwer Gerald Lewers, die haar leerde beweging in de vorm te brengen.
Vanaf 1953 verving zij het materiaal hout door metaal, waarbij zij zich liet inspireren door de werken van Naum Gabo. Ook experimenteerde zij met kinetische objecten.

## Werken (selectie)
- 1939 Man with jackhammer, National Gallery of Victoria in Melbourne
- 1949 Garden Sculpture, Art Gallery of New South Wales in Sydney
- 1959 Abstract Sculpture, Sydney
- 1960 objecten voor het Carlton-Rex Hotel in Sydney en het Canberra-Rex Hotel in Canberra
- 1963 Revolving Sphere, Monaro Mall in Canberra
- 1964 Free-Standing Sculpture, Reserve Bank of Australia in Sydney
- 1966 Captain James Cook Memorial Fountain, Civic Park in Newcastle
- 1972 Sculptural Form, Woden Town Square in Canberra
- 1973 Free-Standing Sculpture, Telecommunication Building in Adelaide
- 1979 Interlock 1979-2[1], Deakin University in Geelong (Victoria)